# Balé mulato
Balé mulato è l'ottavo album in studio della cantante brasiliana Daniela Mercury, pubblicato il 25 ottobre 2005.
Nonostante non sia particolarmente di successo nelle classifiche di vendita, in Brasile ha venduto circa 60.000 copie, ottenendo il riconoscimento della certificazione del Disco d'oro.

## Tracce
1. Topo do mundo – 3:06 (Jau Peri, Gibi)
2. Levada brasileira – 3:36 (Pierre Onasis, Edilson)
3. Amor de ninguém – 3:53 (Jorge Papapa)
4. Balé popular – 3:44 (Pierre Onasis, Edilson)
5. Toneladas de amor – 4:07 (Márcio Mello)
6. Nem tudo funciona de verdade – 2:32 (Tenison Del Rey, Gerson Guimarães)
7. Pensar em você – 3:13 (Chico César)
8. Quero ver o mundo sambar – 4:05 (Daniela Mercury)
9. Aquarela do Brasil – 4:33 (Ary Barroso)
10. Meu pai Oxalá – 2:57 (Vinícius de Moraes, Toquinho)
11. Eu queria – 3:27 (Pierre Onasis, Edilson, Xel Guima)
12. Sem querer – 4:31 (Daniela Mercury)
13. Olha o Gandhi aí – 3:42 (Tonho Matéria, Jó Vieira)
14. Água do céu – 3:54 (Daniela Mercury, Jorge Zarath)